# Лі Г'юз
Лі Г'юз (англ. Lee Hughes; нар. 22 травня 1976, Сметвік) — англійський футболіст, нападник клубу «Вустер Сіті».
Виступав за низку нижчолігових англійських клубів, єдиним клубом Прем'єр-ліги був «Вест-Бромвіч Альбіон», з яким він провів один сезон 2002/03 у еліті, зігравши у 23 матчах.

## Ігрова кар'єра
У дорослому футболі дебютував 1995 року виступами за «Кіддермінстер Гаррієрс», в якому провів три сезони, взявши участь у 108 матчах чемпіонату.

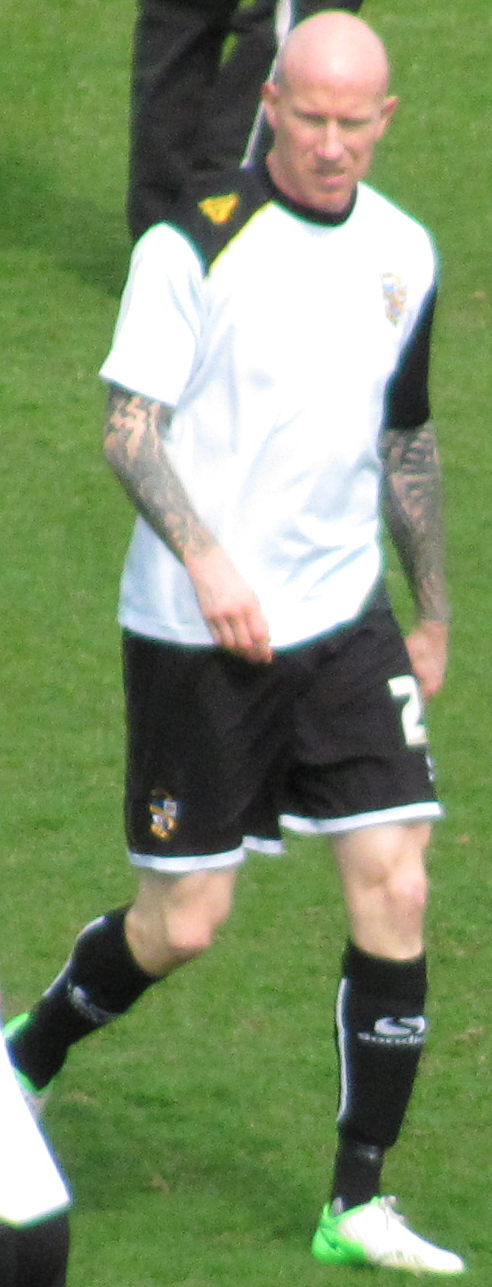
Лі Г'юз під час виступів за «Порт Вейл». 21 квітня 2013 року.

В серпні 1997 року перейшов за 380 000 фунтів стерлінгів в клуб «Вест Бромвіч Альбіон». Г'юз протягом чотирьох сезонів поспіль був найкращим бомбардиром клубу, увійшов до символічної Команди року за версією ПФА (1998/99). У серпні 2001 року гравець був проданий в «Ковентрі Сіті» за £5 млн, але повернувся в «Вест Бромвіч» через рік за половину цієї суми.
У серпні 2004 року Г'юз призупинив свою кар'єру в зв'язку з тим, що він був посаджений у в'язницю як винуватець ДТП зі смертельним наслідком, яке сталося 23 листопада 2003 року. У в'язниці Лі відсидів половину з його шестирічного терміну.
Футболіст повернувся у професійний футбол відразу ж після звільнення в серпні 2007 року. Новий контракт йому запропонував клуб «Олдем Атлетик» з Першої ліги. Г'юз покинув клуб в травні 2009 року, після короткої оренди в «Блекпул».
В липні 2009 року уклав контракт з клубом «Ноттс Каунті» і в першому сезоні забив 30 м'ячів, завдяки чому клуб виграв Другу лігу сезону 2009/10, після чого ще три роки грав з клубом у Першій лізі. Всього за 3,5 роки встиг відіграти за команду з Ноттінгема 128 матчів в національному чемпіонаті.
На початку 2013 року перейшов в клуб «Порт Вейл», з яким також у першому сезоні вийшов з другої ліги до першої.
Протягом 2013—2015 років захищав кольори клубів «Форест Грін Роверс» та «Кіддермінстер Гаррієрс» у Національній Конференції, після чого недовго грав за «Ілкестон» у 7 за рівнем дивізіоні країни.
До складу клубу «Вустер Сіті» приєднався 3 вересня 2015 року. Відтоді встиг відіграти за команду з Вустера 18 матчів у Північній Конференції, 6 за рівнем дивізіоні Англії.

## Досягнення

### Індивідуальні
- Найкращий бомбардир Першого дивізіону: 1998/1999 (31 гол)
- Увійшов до команди року Першого дивізіону за версією ПФА: 1998/1999
- Найкращий гравець «Вест-Бромвіч Альбіона»: 1998/1999
- Переможець Другої ліги: 2009/2010
- Увійшов до команди року Другої ліги за версією ПФА: 2009/2010